# Ophthalmitis sinensium
Ophthalmitis sinensium är en fjärilsart som beskrevs av Charles Oberthür 1913. Ophthalmitis sinensium ingår i släktet Ophthalmitis och familjen mätare. Inga underarter finns listade i Catalogue of Life.